# Riethgen
Riethgen è un comune di 251 abitanti della Turingia, in Germania.
Appartiene al circondario (Landkreis) di Sömmerda (targa SÖM) ed è parte della comunità amministrativa (Verwaltungsgemeinschaft) di Kindelbrück.